# Syngrapha alaica
Syngrapha alaica là một loài bướm đêm trong họ Noctuidae.